# 役所廣司
役所廣司（日语：／ Yakusho Kōji，1956年1月1日—），本名橋本廣司（日语：／ Hashimoto Kōji），長崎縣諫早市出身，日本实力派男演員，曾獲得多項電影獎獎項，也是日本第二位获得坎城影展最佳男演员奖的演员。

## 生平
役所廣司出生于日本长崎县諫早市，在長崎縣立大村工業高等學校畢業後，通過了公務員考試，並開始在東京千代田區役所土木工事課工作。一天，他的同事因故將一張舞台劇（由仲代達矢主演的《最底層》（日语：どん底））的戲票讓給他，他因而對戲劇產生了濃厚興趣，立志投身演员事业，1978年，在800名入围者中被选中，入读仲代達矢主理的演员培训班“无名塾”，其艺名亦为仲代達矢命名，源自本人在役所工作过的经历。
1980年，开始出演电视剧，首部作品为NHK晨间剧《小夏的照相馆》，之后主要出演时代剧，在1983年NHK大河剧《德川家康》中，因饰演织田信长一角而成名，并在1984年NHK新大型古装剧《宮本武藏》中首次担任主演。1988年，转向影坛发展，主演首部电影《谍海孤魂》。1990年，凭《极光下》获得第14届日本电影学院奖优秀男主角奖，为其首个电影奖项。1996年主演的电影《談談情跳跳舞》、1997年主演的电影《鰻魚》《失樂園》均取得巨大成功，基本囊括了该年度日本电影奖项的最佳男主角奖，从1996年起更连续7年获得日本电影学院奖的优秀男主角奖，至今仍保持入围日本电影学院奖最佳男主角奖的最高纪录，是日本电影界最负盛名的演员之一。2005年起开始参与国际制作的电影，先后出演《艺伎回忆录》《通天塔》《異旅情絲》《東京奏鳴曲》等。2018年，凭电影《孤狼之血》时隔21年后第三度夺得日本电影学院奖最佳男主角奖。
2023年，凭德國導演溫·韋德斯执导的电影《完美的日子》，获得第76屆坎城影展最佳男演员奖。2023年8月，被美國知名《新聞週刊（Newsweek）》日本版雜誌選為世界尊敬的百大日本人之一。

## 出演作品

### 電視劇
- NHK大河劇
  - 《獅子的時代（日语：獅子の時代）》（1980年） 飾 村上泰治（日语：村上泰治）
  - 《女太閤記》（1981年） 飾 織田信孝
  - 《德川家康》（1983年） 飾 織田信長
  - 《命（日语：いのち (NHK大河ドラマ)）》（1986年）  飾 濱村直彥
  - 《花之亂》（1994年） 飾 伊吹三郎
  - 《韋駄天～東京奧運故事～》（2019年）飾 嘉納治五郎
- 《宮本武藏（日语：宮本武蔵 (NHK新大型時代劇)）》（1984年） 飾 宮本武藏
- 《親戚們》（1985年） 飾 楠木雲太郎
- 《蒙娜麗莎們的冒險》（1987年） 飾 竹内紀久雄
- 《男人向前走》（1997年） 飾 水町大二郎
- 《幽婚奇緣》（1998年） 飾 岩淵孝行
- 《不平凡的勇氣》（2000年） 飾 暁仁太郎
- 《失去城堡的人》（2004年） 飾 長坂文雄
- 《我家的歷史》（2010年） 飾 旁白
- 《初秋》（2011年） 飾 松原辰平
- 《老爸的背》第2話（2014年） 飾 青木草輔
- 《絆〜走れ奇跡の子馬〜（日语：絆〜走れ奇跡の子馬〜）》前後篇（2017年） 飾 松下雅之
- 《陸王》（2017年） 飾 宮澤紘一
- 《核災日月》（2023年） 飾 吉田昌郎
- 《VIVANT》（2023年）飾 Nogon Becky / 乃木卓

### 電影
- 《遠野物語》（1979年）
- 《蒲公英》（1985年）
- 《神風72小時》（1995年）飾 寒竹一將
- 《談談情跳跳舞》（1996年） 飾 杉山正平
- 《失樂園》（1997年） 飾 久木祥一郎
- 《涉谷24小時》（1997年）
- 《鰻魚》（1997年） 飾 山下拓郎
- 《CURE》（1997年） 飾 高部賢一
- 《人造天堂》（2000年）飾 三和井誠
- 《神木》（2000年）
- 《紅橋下的暖流》（2001年）飾 筱野陽介
- 《笑之大學》（2004年）飾 向坂睦男
- 《螢火蟲之星》（2004年）飾 瀧口老師
- 《藝妓回憶錄》（2005年）飾 伸江野武
- 《火線交錯》（2005年） 飾 綿矢安二郎
- 《叫魂》（2006年）飾 吉岡昇
- 《有頂天大飯店》（2006年）飾 飯店副經理新堂平吉
- 《嫌豬手事件簿》（2007年）飾 荒川正義
- 《阿根廷婆婆》（2007年）飾 涌井悟
- 《象的背影》（2007年）飾 藤山幸弘
- 《異旅情絲》（2007年）飾 原十兵衛
- 《幸福的魔法繪本》（2008年） 飾 大貫
- 《東京奏鳴曲》（2008年） 飾 小偷
- 《劍嶽：點之記》（2009年）飾 古田盛作
- 《膠片之戀》（2009年）飾 委託人
- 《蛤蟆的油》（2009年）飾 矢澤拓郎
- 《十三刺客》（2010年） 飾 島田新左衛門
- 《最後的忠臣藏》（2010年） 飾 瀨尾孫左衛門
- 《一命》（2011年） 飾 斎藤勧解由（さいとう かげゆ）
- 《聯合艦隊司令長官 山本五十六》（2011年） 飾 山本五十六
- 《啄木鳥與雨》（2011年）飾 岸克彥
- 《我的母親手記》（2011年）飾 伊上洪作
- 《清須会議》（2013年）飾 柴田勝家
- 《渴望。》（2014年）飾 藤島昭和
- 《日本最漫長的一天》（2015年）飾 陆军大臣阿南惟幾
- 《關原之戰》（2017年）- 飾 德川家康
- 《Oh Lucy!》  （2017年）飾 湯姆
- 《第三次殺人》（2017年）- 飾 三隅高司
- 《孤狼之血（日语：孤狼の血）》（2018年）- 飾 大上章吾
- 《冰峰暴》（2019年）飾 姜月晟
- 《東京蒼穹下（英语：Under the Open Sky）》（2020年）飾 三上正夫
- 《銀河鐵道之父》（2023年）飾 宮澤政次郎（日语：宮澤政次郎）
- 《Perfect Days》（2023年）飾 平山

### 動畫
- 《怪物的孩子》（2015年）飾 熊徹
- 《未來的未來》（2018年）飾 外公
- 《龍與雀斑公主》（2021年）飾 小鈴的父親[3]
- 《窗邊的小荳荳》（2023年）飾 小林老師[4]
- 《無盡的史嘉萊特》（2025年）飾 クローディアス[5]

## 外部連結
- 役所廣司官方網站 （页面存档备份，存于）